# دويونغ (مغني)
كيم دونج يونج ( (هانغل: 김동영) المعروف مهنيًا باسم دويونغ (هانغل: 도영) ) هو مغني وممثل كوري جنوبي. ولد في 1 فبراير 1996 في غوري في كوريا الجنوبية. ومن المعروف أنه عضو في فرقة الفتيان الكورية الجنوبية إن سي تي ، وهو الشقيق الأصغر للممثل غونغ ميونغ.

## فيلموغرافيا

### مسلسلات تلفزيونية
| عام  | اسم العمل                                    | دور       | قناة           |
| ---- | -------------------------------------------- | --------- | -------------- |
| 2021 | منتصف الليل كافيه الموسم 3 - المطارد الفضولي | سون جي وو | ام بي سي دراما |

### سلسلة ويب
| عام  | عنوان                     | الدور        | الشبكة | المراجع |
| ---- | ------------------------- | ------------ | ------ | ------- |
| 2022 | إلى المجهول الذي لا يحبني | جيونغ سي هوه | تيفينج | [ 4 ]   |

## روابط خارجية
- دويونغ على موقع ميوزك برينز (الإنجليزية)
- دويونغ على موقع ديسكوغز (الإنجليزية)